# Багаті і знамениті
«Багаті і знамениті» (ісп. Ricos y famosos) — популярний аргентинський телесеріал 1997 року випуску.

## Сюжет
Історія кохання 17-річної Валерії Гарсії Мендес (Наталія Орейро) та красивого хлопця Дієго Салерно (Дієго Рамос) починається на дорозі Буенос-Айреса, коли відбувається зіткнення двох автомобілів. Згодом вони ще раз зустрінуться. Але чвари між їх родинами не дадуть закоханим спокійно жити як сімейній парі. Тому юній дівчині, яка до того ж буде вагітною, доведеться тікати від звичного їй життя. Щоб стати щасливими, закоханим не один раз потрібно буде долати серйозні перешкоди на своєму життєвому шляху.

## Актори
| Актор            | Роль                                                              |
| ---------------- | ----------------------------------------------------------------- |
| Наталія Орейро   | Валерія Гарсія Мендес                                             |
| Дієго Рамос      | Дієго Салерно                                                     |
| Сегундо Сернадас | Агустин Гарсия Мендес, брат Валерії                               |
| Антоніу Грімау   | Альберто Гарсія Мендес, батько Валерії                            |
| Елізабет Кілліан | Марта Гарсія Мендес, мати Валерії                                 |
| Оскар Феррейро   | Лусіано Салерно, батько Дієго                                     |
| Хессіка Шульц    | Елена Флорес, дружина Лусіано                                     |
| Сесілія Мареска  | Мерседес Ортігоса де Салерно, мати Дієго та перша дружина Лусіано |
| Норберто Діас    | Даріо Сервенте                                                    |
| Каріна Бусекі    | Сабріна Сервенте, дочка Даріо та колишня дівчина Дієго            |